# أنطون فينك
انطون فينك (بالألمانية: Anton Fink)‏ (30 يوليو 1987 بداخاو في ألمانيا - ) هو لاعب كرة قدم ألماني في مركز الهجوم. لعب مع كيمنتزر ونادي آلن ونادي كارلسروه ونادي أونترهاخينغ وTSV 1860 Munich II ‏.

## وصلات خارجية
- أنطون فينك على موقع قاعدة بيانات كرة القدم.إي يو (الإنجليزية)
- أنطون فينك على موقع بيانات كرة القدم. دي إي (الألمانية)
- أنطون فينك على موقع Soccerway.com (الإنجليزية)
- أنطون فينك على موقع عالم كرة القدم.نت (الإنجليزية)